# Guerrillamarketing

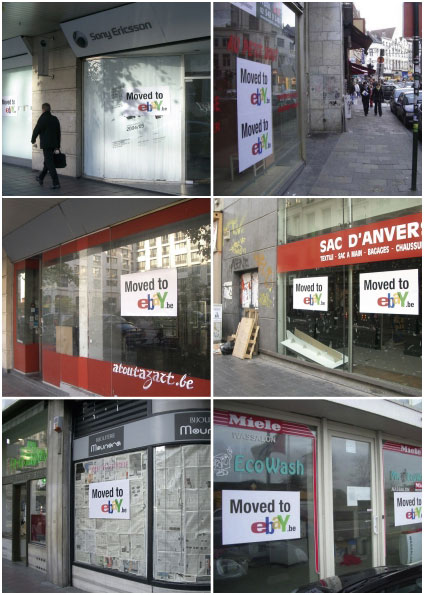
Een guerrillamarketing voor veilingsite eBay.

Guerrillamarketing is een marketingtechniek die poogt om met beperkte middelen een groot resultaat te bereiken. Guerrillamarketing is erop gericht om in een zeer korte tijd veel media-aandacht of aandacht van publiek te behalen. Veelal zijn deze kosten een fractie van de kosten die dure campagnes met zich meenemen.
Omdat het vaak om ludieke, veelzeggende acties of een bijzondere stunt gaat, is guerrillamarketing snel en effectief. Op deze wijze bereiken ondernemingen een groot publiek. Hierbij zijn blogs, radio en televisie bij een goede stunt graag bereid om de campagne te melden als nieuws of curiositeit. Dit maakt dat de kosten voor een guerrilla actie voor ondernemingen laag zijn in verhouding met het resultaat hiervan.
De term guerrillamarketing is afkomstig uit de oorlogsvoering waar het Spaanse woord guerrilla gebruikt wordt om een bepaald type oorlog te beschrijven waarbij kleine groepen strijders een veel groter leger effectief weet te bestrijden. De overeenkomst tussen situaties in het bedrijfsleven waar een kleine organisatie een veel grotere organisatie (vaak de marktleider) probeert te bevechten, leidt ertoe dat ook hier de term guerrilla gebruikt wordt. Maar het zijn niet alleen de kleine organisaties die van guerrillamarketing technieken gebruikmaken. Ook grote organisaties beseffen dat guerrillamarketing soms effectiever is dan dure meer traditionele marketingcampagnes.
Hoewel de term guerrillamarketing relatief nieuw is, wordt het al langere tijd toegepast. Om aan de vraag van ludieke campagnes te voldoen zijn er de laatste jaren veel bureaus bij gekomen die zijn gespecialiseerd in guerrillamarketing. Deze marketingvorm wordt gezien als vervanger van traditionele marketing.

## Methoden

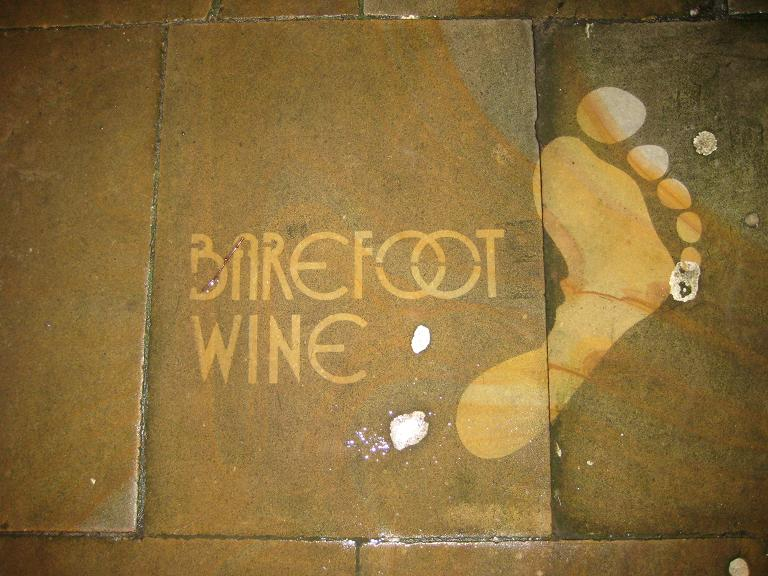
Een advertentie in reverse graffiti.

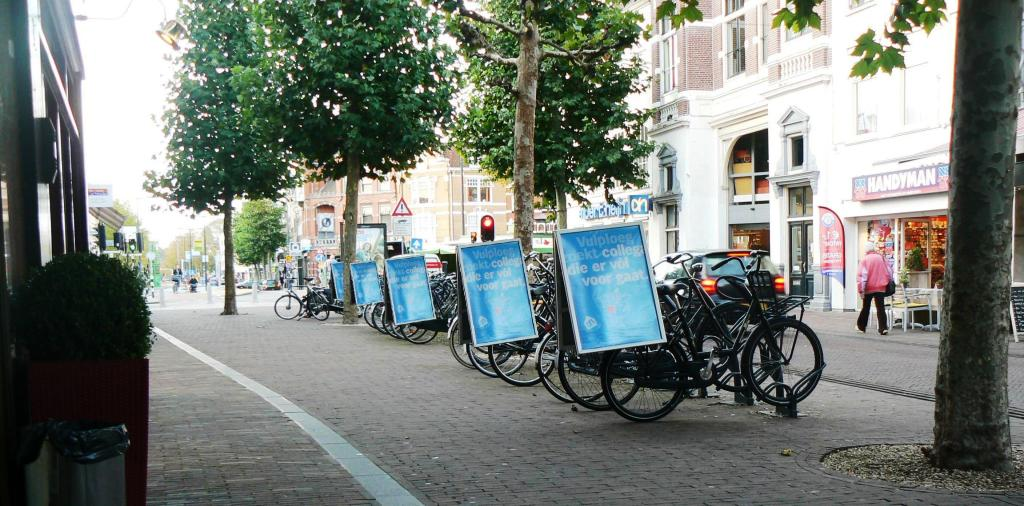
guerrillamarketing met behulp van AdverBikes.

- Virale marketing, via sociale media boodschappen verspreiden die, als ze leuk genoeg zijn, zelf via de ontvangers worden doorgestuurd.
- Reverse graffiti, een semilegale vorm van graffiti.
- Undercover marketing, een vorm van sluikreclame waarbij het product door een acteur op straat of op een andere veel goed bezochte plek gebruikt of gedemonstreerd wordt.
- Meaningful marketing, deze vorm van marketing wordt gebruikt vanuit een goede daad. Een voorbeeld hiervan is het eye contact experiment, waarbij mensen de verbinding door oogcontact met een vreemde aangaan.
- Tissue-pack marketing, dit een variant op het gewone flyers uitdelen. Hierbij worden echter bedrukte voorwerpen, bijvoorbeeld tissues, uitgedeeld. De potentiële klant heeft er zelf baat bij maar wordt ook geconfronteerd met de merknaam.
- Flashmob, een (grote) groep mensen die plotseling op een openbare plek samenkomt, iets ongebruikelijks doet en daarna weer snel uiteenvalt. Flashmobs worden meestal georganiseerd via moderne communicatiemiddelen, zoals social media. Het aantal deelnemers staat van tevoren niet vast.
- (illegaal) posters plakken.
- Wait marketing, potentiële klanten die staan te wachten en zich vervelen benaderen met bijvoorbeeld een van de bovenstaande methoden.
- Astroturfing, een (spontane) maatschappelijke beweging starten, een zogenaamde grassroot.

Op internet zijn in de loop der jaren een groot aantal internetmemes ontstaan. Het is tot nu toe lastig gebleken om dit in guerrillamarketing te gebruiken. Het is nog niet mogelijk gebleken om te voorspellen waarom de ene meme succesvol is en de andere niet. Daar komt bij dat zo'n commerciële meme waarschijnlijk alleen succesvol kan zijn als de deelnemers in eerste instantie niet door hebben dat deze bij een merk hoort.
Een uitzondering is wellicht de Ice Bucket Challenge die in 2014 populair werd, waarbij mensen elkaar uitdaagden om een emmer ijswater over zichzelf heen te gieten en/of geld over te maken naar een stichting die zich inzet voor patiënten met amyotrofe laterale sclerose. Dit was niet door de stichting georganiseerd en het is bovendien een liefdadigheidsinitiatief maar toch een voorbeeld van een internetmeme die geld oplevert.

## Voordelen
- Vergeleken met traditionele media kent het gebruik van guerrillamarketingtechnieken doorgaans een kostenvoordeel.
- De snelheid van de campagne wordt doorgaans als groot voordeel gezien. Traditionele media zoals televisie hebben een relatief lange aanloopperiode nodig voordat consumenten de reclame voldoende herkennen.

## Nadelen
- Het ontwerpen van guerrillamarketingcampagnes is lastig en vereist specifieke vaardigheden. Wat in het verleden werkte, doet dat doorgaans in het heden al niet meer.
- Guerrillamarketing is een agressieve marketingtechniek die gebruik kan maken van wettelijk verboden acties. Indien een campagne verkeerd uitpakt, kan het imago worden geschaad.
- Guerillamarketing kan leiden tot vergaande actie, immers negatieve publiciteit is ook publiciteit.